# Lanny Gordin
Alexander Gordin (Xangai, China, 28 de novembro de 1951 – São Paulo, Brasil, 28 de novembro de 2023), mais conhecido como Lanny Gordin, foi um instrumentista e compositor brasileiro, sendo um dos mais importantes e influentes guitarristas da história da MPB.

## Biografia
Nascido em Xangai, de pai russo e mãe polonesa, viveu em Israel até os seis anos, quando mudou-se com a família para o Brasil. Seu pai era coproprietário (com Hugo Landwehr) da casa noturna paulistana Stardust, onde Lanny se apresentou pela primeira vez ao lado de músicos como Hermeto Pascoal e Heraldo do Monte. Com este, Gordin participou do Brazilian Octopus, grupo que também contava com o guitarrista alemão Olmir Stocker.
Em 1969, Pepeu Gomes veio morar com ele por seis meses. Neste período, revezaram-se na guitarra e no baixo num grupo que incluía ainda Hermeto nos teclados e Paulinho da Costa na percussão; por serem menores de idade, ambos tinham de se esconder na cozinha quando o Juizado de Menores vinha fiscalizar a Stardust.
Os primeiros trabalhos de maior projeção de Lanny Gordin se deram com artistas da Jovem Guarda. Uma de suas gravações deste período é a canção "Nem Sim, Nem Não", de Eduardo Araújo, registrada em 1968. Gordin passou então a tocar com artistas da Tropicália, gravando os discos Gal Costa (1969), Gal (1969), LeGal (1970) e Fatal - A Todo Vapor (1971), com Gal Costa; Caetano Veloso (também conhecido como Álbum Branco), de Caetano Veloso (1969); Gilberto Gil (1969) e Expresso 2222 (1972), de Gilberto Gil.
É Lanny Gordin quem toca também no primeiro disco de Jards Macalé (1972); no Carlos, Erasmo (1971) de Erasmo Carlos (considerado um marco da guitarra no Brasil); na música "Chocolate", de Tim Maia e na "Kabaluêre" de Antonio Carlos & Jocáfi. Também acompanhou artistas do calibre de Elis Regina, Tom Zé e Jair Rodrigues.
Do fim da década de 1970 até os anos 1990, Gordin viveu praticamente no ostracismo, sobretudo em decorrência de sua saúde mental (Lanny desenvolvera, ainda jovem, esquizofrenia) e do uso de drogas. Ainda assim, é possível ouvir sua guitarra em trabalhos com o Aguilar e a Banda Performática, Catatau (vocalista do Golpe de Estado), Itamar Assumpção, Chico César e Vange Milliet.
Pouco antes de completar 50 anos, Gordin passou a frequentar o CRUSP (Conjunto Residencial da USP) e a tocar com artistas iniciantes do local. Aos poucos, foi se apresentado novamente no circuito artístico de São Paulo e reavivando na memória do público sua guitarra. Mesmo durante seu período de ostracismo, Lanny não parou de estudar e nem de tocar, chegando a uma média de estudo de seis a oito horas por dia com seu instrumento.
Sua volta definitiva aconteceu com a ajuda de Luis Calanca, dono da loja/selo Baratos Afins. Luis estava produzindo um disco solo de Catalau e chamou Gordin para tocar na obra. Ele chegou a gravar algumas músicas, mas saiu do estúdio para fumar e não foi mais visto pela equipe.
Luis também gravou e lançou um disco solo de Lanny em 2001. O trabalho desencadeou no Projeto Alfa. Em 2007, é lançado o disco Duos, que conta com a participação de nomes da Tropicália (Gal Costa, Gilberto Gil, Caetano Veloso e Tom Zé) e ainda artistas da nova geração, como Zeca Baleiro, Fernanda Takai, Wanessa da Mata, Adriana Calcanhoto, Max de Castro e Rodrigo Amarante. Gordin permanece musicalmente ativo, tendo gravado os discos Auto-Hipnose (2010, em parceria com Kaoll) e Lanny's Quartet & All Stars (2014), onde participam Luiz Carlini, Frejat, Pepeu Gomes, Sergio Dias e Edgard Scandurra.

## Projeto Alfa
No ano de 2002 Lanny Gordin, junto aos músicos Fábio Sá (contrabaixo acústico), Guilherme Held (guitarra) e Zé Aurélio ("timbatera" - uma adaptação da timba com a bateria), forma o Projeto Alfa. O Projeto Alfa já gravou dois CDs, pelo selo Baratos Afins. Os discos foram produzidos por Luiz Calanca, gravados e mixados por Edmilson Aureliano ("Edmix"), nos Estúdios Guidon em São Paulo.

## Prêmios e Honrarias
- Em 2012, foi incluído na lista "30 maiores ícones brasileiros da guitarra e do violão" da revista Rolling Stone Brasil.[6]

## Discografia

### Com Rita Lee
- Build Up (1970)

### Com Gal Costa
- Gal Costa (1969)
- Gal (1969)
- LeGal (1970)
- Fa-Tal - Gal a Todo Vapor (1972)

### Com Caetano Veloso
- Caetano Veloso (1969)
- Araçá Azul (1972)

### Com Gilberto Gil
- Gilberto Gil (1969)
- Expresso 2222 (1972)

### Com Chico César
- Aos Vivos (1995)

### Solo
- Lanny Gordin (2001)
- Projeto Alfa, volume I e II (2004)
- Duos (2006)
- Lanny duos (2007)

### Com Jards Macalé
- Jards Macalé (1972)

### Com Hermeto Pascoal, Olmir Stocker e outros
- Brazilian Octopus (álbum de 1970)

### Com Alarde
- Amém (música de 2009)